# Santalpur (stato)
Lo Stato di Santalpur fu uno stato principesco del subcontinente indiano, avente per capitale la città di Santalpur.

## Storia
Lo stato era uno dei più piccoli dell'India ed i suoi possedimenti erano di poco superiori alla città stessa di Santalpur. Nell'ottobre del 1904 i governanti locali ottennero il potere di amministrare la legge anche al di fuori della città di Santalpur, ma solo nei villaggi di Ghadsai e Kalyanpur. Lo stato era tributario della corte dello stato del Radhanpur.